# Esmorzar

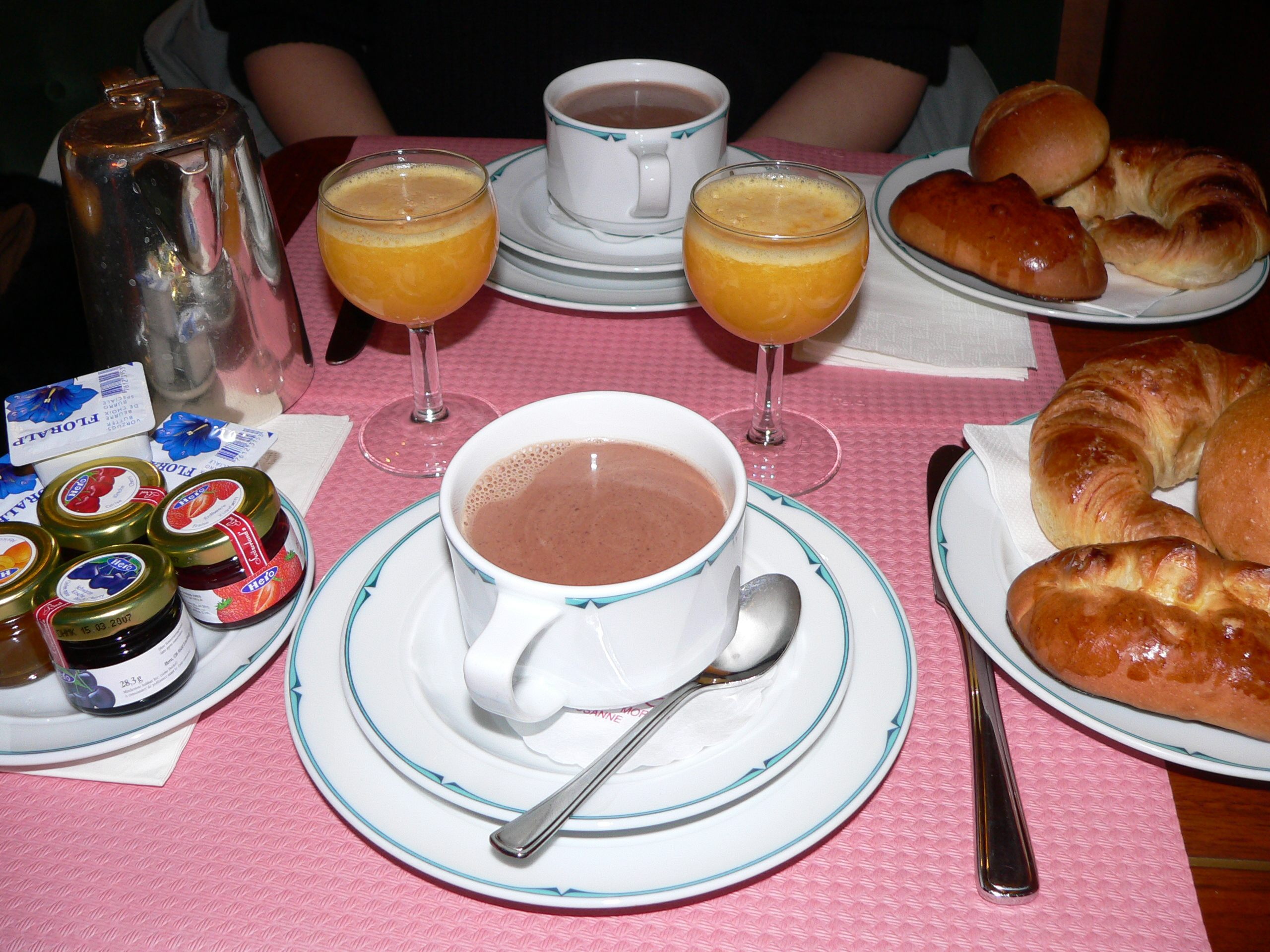
Un esmorzar continental

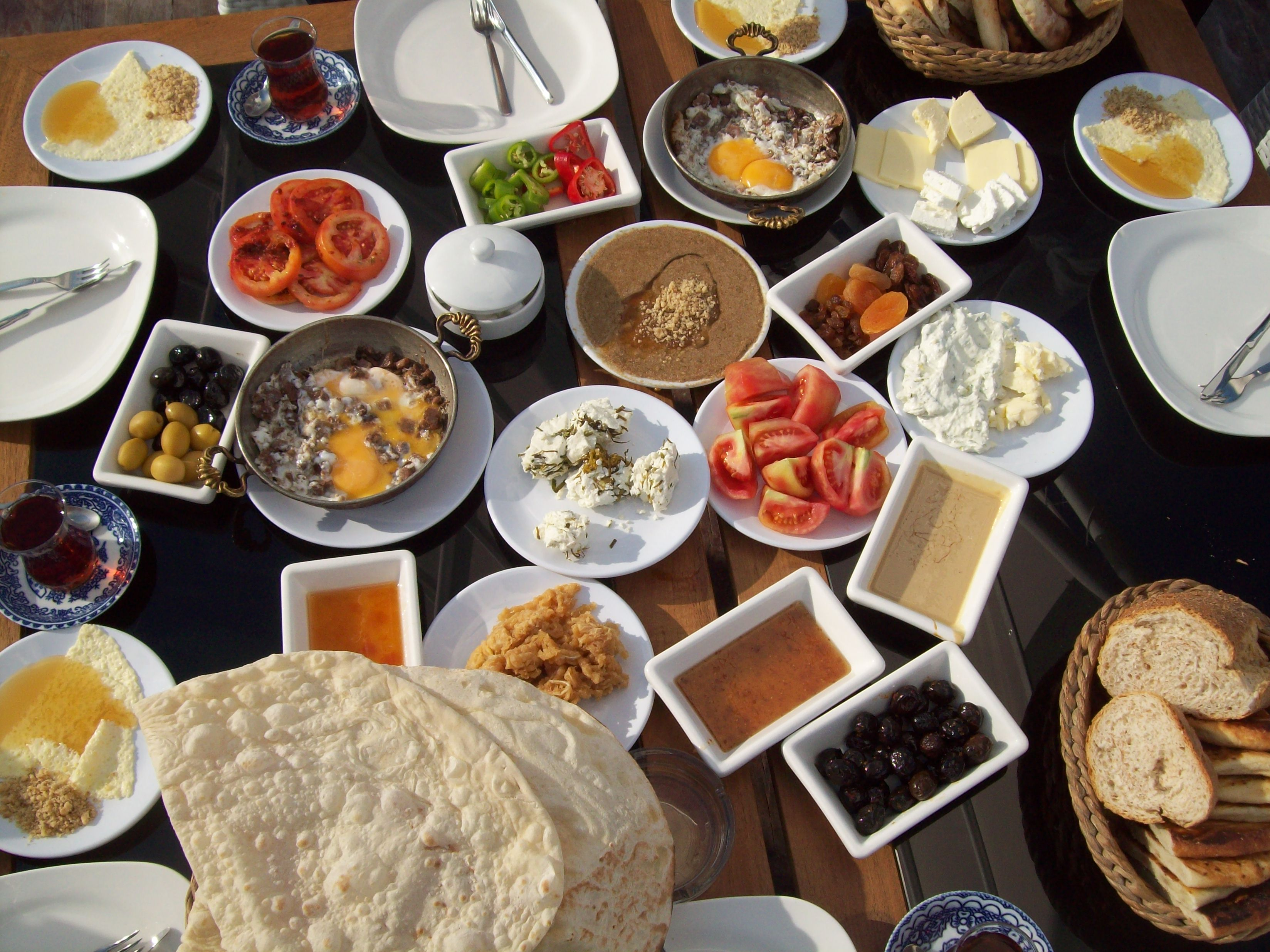
Esmorzar turc de Van.

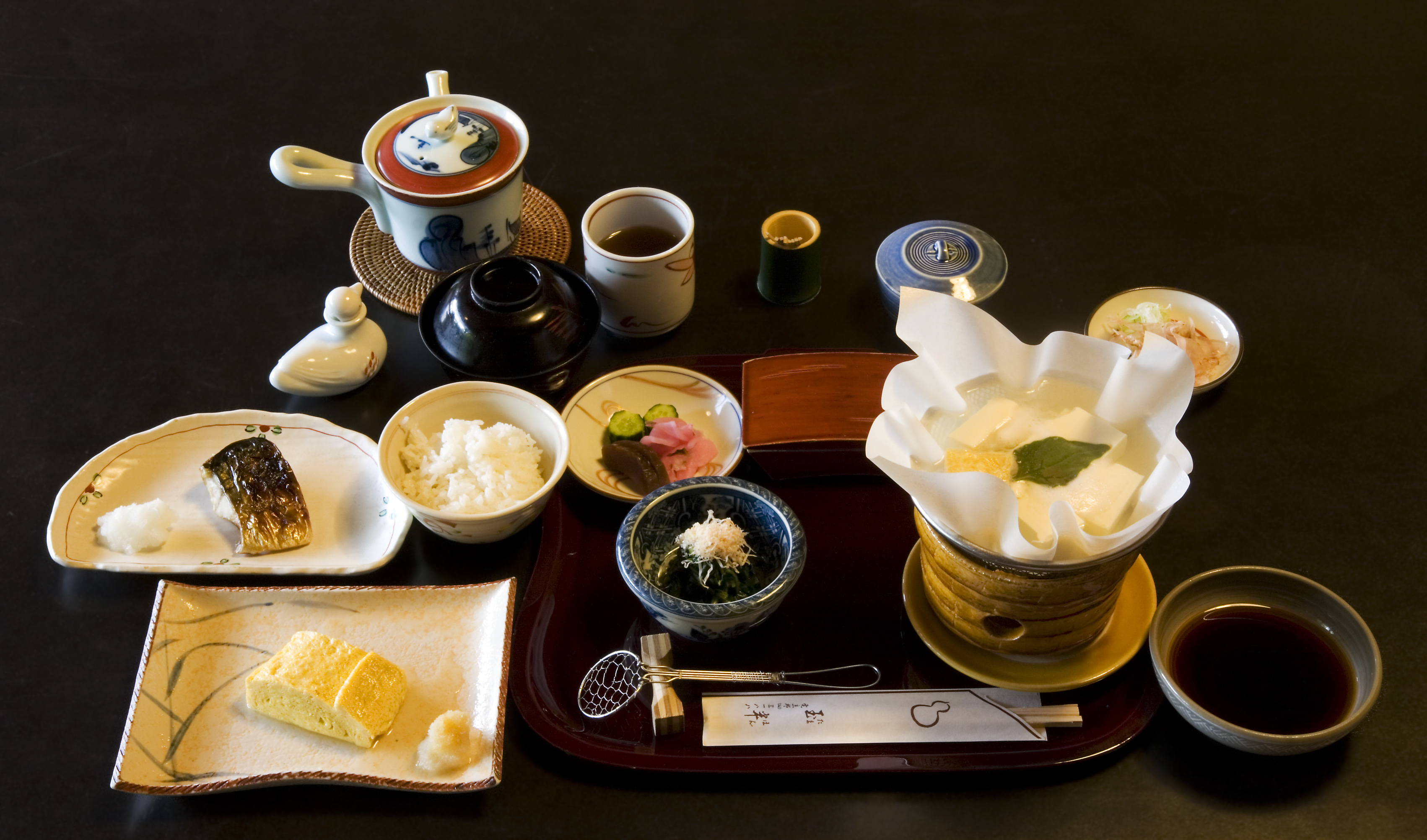
Desdejuni tradicional japonès.

L'esmorzar, almorzar, desdejuni o desdejunar (també dit berenar a Mallorca i Menorca, si bé berenar també es pot referir a l'àpat petit de les cinc, sis o les set de la vesprada o tarda) és un àpat que es pren al matí, abans de la principal menjada del dia. És sinònim del primer àpat del dia, quan es trenca el dejuni, i es pren tradicionalment poc després de llevar-se, entre les 6 i les 9 del matí, abans d'anar a la feina. A Catalunya i el País Valencià també pot ser però un àpat realitzat a mitjan matí, entre les 10 i les 11, és a dir entre el desdejuni com a tal i el dinar. A Catalunya aquest àpat també s'anomena Fer deu hores o fer vinyeta.

## Etimologia
El mot prové del llatí vulgar admoriare, amb sentit de mossegar, en paral·lel amb la frase feta pegar un mos (picar).

## Menús d'arreu del món

### Països catalans
Malgrat la recomanació de fer-ne una menjada contundent, la majoria de catalans fa un esmorzar molt lleuger, consistent en torrades amb formatge o embotit, un croissant o pasta o cereals amb llet, acompanyat d'un cafè o suc de fruita. L'esmorzar valencià, en canvi, acostuma a ser més consistent, amb una picadeta, un entrepà i un cafè o beguda alcohòlica, habitualment al bar o portat de casa.
Antigament, i a Catalunya, se solia beure una beguda coneguda com a barreja abans d'esmorzar per a fer passar el fred de l'hivern.

### Europa
- Alemanya: el menú d'esmorzar més habitual a Alemanya consta de cafè, un panet amb embotit i un ou dur.
- Espanya: a les taules espanyoles és habitual trobar-hi torrades, cafè i suc de taronja a l'hora d'esmorzar.
- França: a França l'esmorzar sol constar d'una tassa de cafè, una peça de brioixeria i pa de baguet acompanyat de mantega i melmelada.
- Grècia: l'esmorzar, amb nom ἄριστον (ariston) a Homer, es menja de matinada;[10] no és necessàriament frugal.[N 1] Posteriorment, el menjar es diu ἀκρατισμός (akratismos) i consta de pa i vi purs.[11] Actualment, molts grecs esmorzen amb cafè gelat i pastissos salats com la tirópita o la spanakópita.
- Itàlia: segons les enquestes, la majoria dels italians comencen el dia amb una tassa de cafè, habitualment cafè exprés o capucchino, acompanyada d'una peça de brioixeria.
- Regne Unit: l'esmorzar anglès és molt complet. Consta de cansalada, salsitxes, ous, tomàquets rostits, pa amb mantega i mongetes al forn, acompanyat d'una tassa de te negre amb llet.
- Suïssa: els suïssos habitualment esmorzen cafè amb llet i muesli, i el formatge és sempre present a taula.

### Resta del món
- Austràlia: cereals i una torrada untada amb Vegemite, una mena de pasta feta amb extracte de llevat.
- Estats Units: ous remenats, salsitxes, pancakes, cansalada i cereals.
- Índia: Idli wada, una coca de llenties i arròs acompanyada amb chutney i sambar.
- Indonèsia: Nasi goreng, ous ferrats amb arròs fregit amb carn o marisc.
- Israel: Shakshuka, ous amb salsa de tomàquet picant servit en pa de pita.
- Mèxic: huevos rancheros, ous ferrats sobre una coca de blat de moro acompanyats de formatge, salsa de tomàquet picant, guacamole i mongetes.
- Pakistan: Nihari, un estofat de vedella o altres peces de carn.
- Rússia: Syrniki, una mena de pancakes acompanyades amb formatge quark.
- Vietnam: Buan Rien Cua, sopa de fideus i cranc.
- Xina: te amb dim sum, un conjunt de plats fets a base d'arròs, fideus, carn... els més populars són Youtiao i Baozi.

## Representacions artístiques

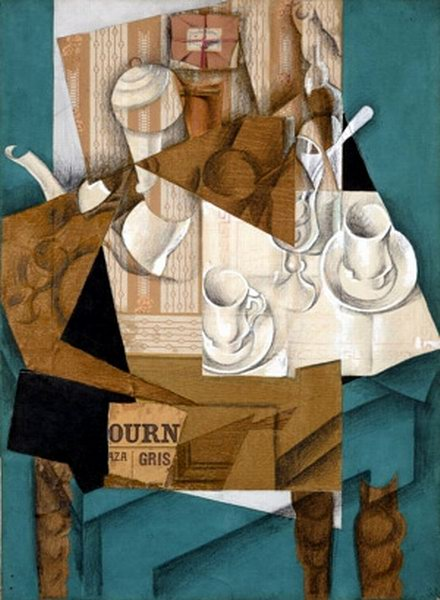
Le petit déjeuner de Juan Gris

L'esmorzar ha estat el protagonista o ha batejat algunes obres d'art de diversos gèneres.
En l'àmbit pictòric hi trobem algunes obres d'art que representen l'hora d'esmorzar o taules parades per realitzar aquest àpat, com ara Esmorzar de pagesos de Diego Velázquez, L'esmorzar de Joaquim Sunyer, L'esmorzar sota el gran bedoll de Carl Larsson, Le petit déjeuner de Juan Gris d'Henri Matisse
En l'àmbit de la música hi trobem discs com Breakfast in America de la banda britànica Supertramp o Desayuno continental d'Hombres G.
En l'àmbit del cinema hi trobem les pel·lícules Esmorzar per a dos (Breakfast for Two, 1937), Esmorzar amb diamants (Breakfast at Tiffany's, 1961), i Esmorzar a Plutó (Breakfast on Pluto, 2005).
També trobem novel·les com ara Esmorzar de campions de Kurt Vonnegut.

## Notes

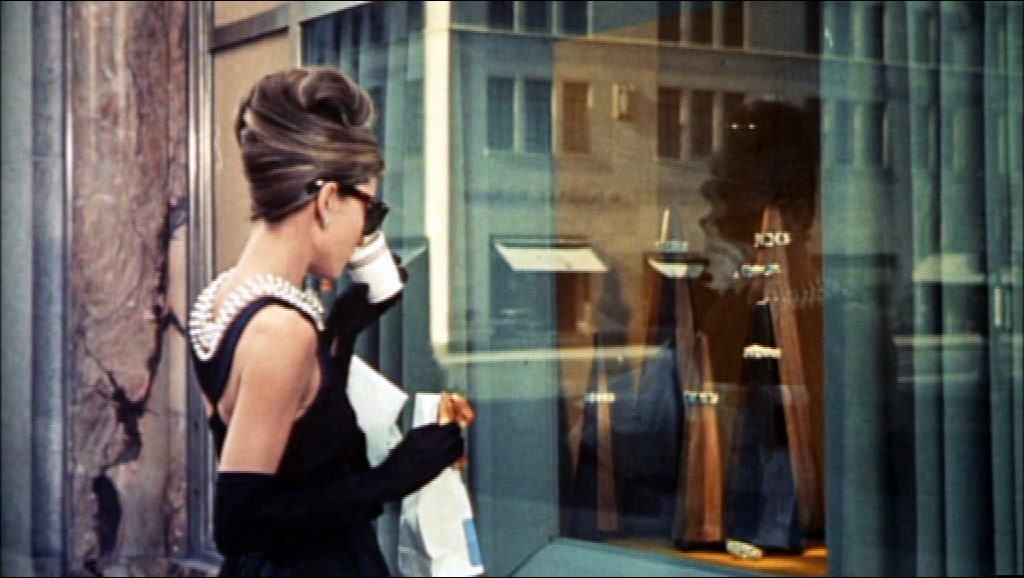
L'actriu Audrey Hepburn en una escena de la pel·lícula Esmorzar amb diamants